# Babasónicos
Babasónicos é uma banda de rock argentina formada no início dos anos 1990. A princípio fizeram parte do “novo rock argentino”, movimento composto por bandas como Juana la Loca, El Otro Yo, Peligrosos Gorriones e Los Brujos. “Babasónicos” é um jogo de palavras entre Sai Baba, o guru hinduísta, e o desenho animado "Los Supersónicos" (conhecido no Brasil por Os Jetsons), apesar de haver controvérsias quanto ao significado desta última contração (sónico), que pode ser referência a um famoso brinquedo, a pistola sônica.
Suas primeiras apresentações foram no circuito underground, onde não demoraram a se destacar pela qualidade estética e originalidade musical de sua proposta. Em 1992 a banda emplacou nas rádios argentinas o hit “D-Generación” do álbum Pasto (1992), a partir de então os Babasónicos vêm colecionando sucessos musicais dentro e fora da Argentina.

## História
O líder Adrián “Dárgelos” Rodríguez e o tecladista Diego “Uma-T” Tuñón quiseram criar um som que não seguisse os parâmetros da cena musical argentina já estabelecida. Adrian e Diego se uniram ao irmão do primeiro, Diego “Uma” Rodríguez (guitarrista e voz), Diego “Panza” Castellano (baterista), Mariano “Roger” Domínguez (guitarrista) y Gabriel “Gabo” Mannelli (baixista). Após saírem da onda de bandas do “novo rock argentino” do final dos anos 80 e início dos anos 90, os Babasónicos se converteram em uma espécie de grupo emblemático do movimento under do “rock sónico”.  O primeiro álbum do grupo, Pasto (1992), contava com o hit “D-Generación” – o primeiro grande sucesso – e ainda com a colaboração de Gustavo Cerati e Daniel Melero. Em 1992 abriram os shows da banda Soda Stereo. 
Já em 1994 abriram o shows do INXS e do Depeche Mode em apresentações no estádio Vélez Sarsfield. Nesse mesmo ano lançam o segundo disco Trance Zomba (1994), no qual foi incorporado um disc jockey, o “DJ Peggyn”, que se converteu em um membro da banda até 1999. A incorporação de um dee jay aos Babasónicos entraria para a história do rock nacional argentino, sendo a primeira banda a ter um DJ como parte constitutiva da mesma. Como consequência, em Trance Zomba a música toma outro rumo, misturando rap com funk e hardcore, até sons com elementos psicodélicos. Segue este disco um outro ainda mais experimental Dopádromo (1996), com este disco a banda começou a realizar shows pela América Latina e Estados Unidos. O quarto disco foi Babasónica (1997), gravado e editado em Nova York entre abril e maio de 1997, este álbum se destaca pelas obscuras temáticas em suas letras e a variação musical entre o metal e o folk psicodélico. Entretanto, a maioria das canções de Babasónica possui uma estrutura convencional (estrofe, ponte e refrão). Em 1998, um single novo, “Desfachatados”, foi incluído em um CD, junto a outros músicos internacionais, em benefício aos refugiados de Kosovo. Também em 1998 o grupo colaborou com Ian Brown, ex-Stone Roses, em uma canção com seu nome no álbum de Ian, Golden Greats (1999). Ainda em 1998 foram convidados a abrir os shows da banda irlandesa U2 na Argentina, cantando para um público estimado em 50.000 pessoas no estádio do River Plate.
Em abril de 1999 veio à luz Miami, o quinto disco oficial do grupo, neste ano eles foram chamados para abrir o show do Jamiroquai no estádio Ferrocarril Oeste em Buenos Aires. Este disco foi marcado pela saída do DJ Peggyn que se desvincula do projeto por diferenças artísticas. Neste álbum a banda volta a explorar seu lado experimental ainda que desta vez com um foco musical mais concreto que se acentuaria nos próximos discos. Depois de Miami a banda rompe com a Sony Music (sua gravadora até o momento), e edita uma série de álbuns através de seu próprio selo: Bultaco Records. Os Babasónicos lançam Vórtice Marxista (composto por lados B de seus primeiros três discos), Vedette (lado B de Babasónica), Babasónica Electrónica (remix de Babasónica feito por eles e por outros artistas) e Groncho (lados B de Miami). Para gravar seu seguinte disco se associam à gravadora Pop Art Music.
Com o disco Jessico (2001) – o primeiro grande álbum argentino da década, segundo os jornais Página/12 e Clarín além das revistas Rolling Stone  e Los Inrockuptibles em suas versões nacionais – os Babasónicos se aproximam mais do estilo pop rock. Alguns fãs veem nesta mudança uma “traição” ao próprio início do grupo, sendo que a proposta inicial era mais experimental, distante das formulas mainstream. Jessico contém várias canções de grande circulação no rádio e na televisão como “El Loco”, “Los Calientes”, “Deléctrico” e “Fizz”. Em 2002 a banda embarca em uma turnê pelos Estados Unidos e México.
No fim de 2003 editam o disco Infame que confirma o estilo adotado pela banda em Jessico e um lugar entre os artistas mais populares da Argentina. Este álbum conta com mais canções orientadas ao pop e algumas baladas. Algumas delas tiveram ampla divulgação nos canais de música e rádios, como “Irresponsables”, “Y Qué?” e “Putita”. No ano seguinte o disco foi editado em 16 países, e os Babasónicos ganham seis estatuetas na entrega dos Prêmios Gardel. Este álbum também lhes renderam uma indicação ao Grammy Latino 2004.

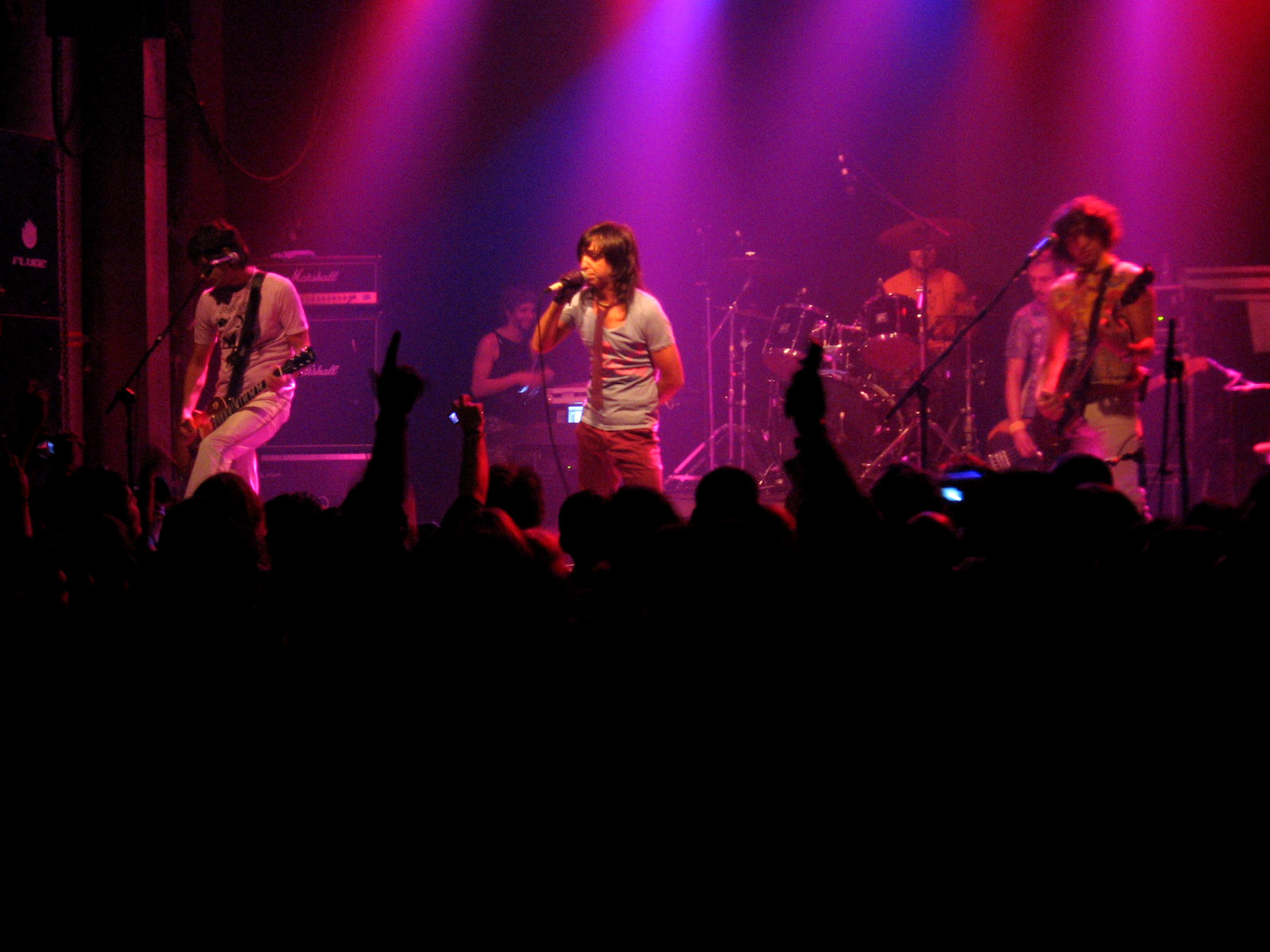
Babasónicos se apresentando em Madrid.

Em outubro de 2005 lançam Anoche, disco que contém canções como “Carismático” e “Yegua”, e que foi produzido por Andrew Weiss. Em 2006 a banda realiza uma turnê pelo Chile, Colômbia, Equador, México e Espanha. Em 2007 continuam a fazerem turnês e, com a banda mexicana Zoé, passam pelos Estados Unidos e México. Nesse mesmo ano editam Luces, o primeiro DVD com registro ao vivo da banda, dirigido por Agustín Alberdi, diretor de vários de seus videoclipes: “com este DVD estamos pensando no grupo de amigos fanáticos ou não pelos Babasónicos, que se juntam e fazem planos para uma sexta-feira á noite, e colocam o DVD bem alto para se divertirem”. Também editaram a trilha sonora do filme “Las mantenidas sin sueños” de Vera Fogwill e Martín Desalvo, que apresentaram em um show íntimo nas antigas lojas Harrods de Buenos Aires. Em outubro do mesmo ano, a banda se apresenta na entrega dos Prêmios MTV América Latina, realizado no México, onde conquistaram o prêmio de "melhor banda de rock". A banda estava concorrendo juntamente com o seu compatriota Gustavo Cerati e os mexicanos Moderatto, entre outros. Também nesta mesma cerimônia o grupo fez uma participação, tocando a música “El Colmo” do álbum Anoche, no encerramento do evento. 
No fim de 2007 é publicado “Arrogante Rock: conversaciones con Babasónicos”, um livro onde Roque Casciero, jornalista argentino, crítico de rock e professor de jornalismo, relata conversas que perpassam a história da banda, desde seu início, como a época em que a banda se chamava “Rosas del Diluvio” e “X-Tanz”.
Em 12 de janeiro de 2008 faleceu o baixista do grupo, Gabriel “Garbo” Mannelli, vítima do Linfoma de Hodgkin, contra a qual lutava fazia bastante tempo. Nas últimas turnês havia sido substituído por Carca, que posteriormente se converteu em um integrante estável do grupo.
Em maio de 2008 foi editado o álbum Mucho. A principal novidade paralela ao lançamento do disco foi sua venda em formato para celular antes mesmo que em CD. O disco traz dez canções inéditas e seu primeiro single é a faixa "Pijamas", também se destacam os temas "Estoy Rabioso", "Cuello Rojo" e a balada "Nosostros". Em agosto a banda promoveu o segundo single, "Microdancing", que se tornou um sucesso de mídia após a divulgação do seu videoclipe. Tanto o álbum como a banda foram escolhidos pela imprensa especializada e pelo voto popular (em suplementos de jornais, como o Sí do jornal Clarín) como os melhores de 2008. 
No dia 16 de maio de 2009 apresentaram Mucho +, uma continuação do disco anterior, no Club Ciudad Buenos Aires. Neste evento foram acompanhados pelas bandas locais de menor trajetória (três delas pertencentes a Bultaco Records): Él Mató a un Policía Motorizado, Coco, Victoria Mil y Travesti. Em dezembro deste ano, o suplemento No do jornal Página/12 escolheu Jessico como o melhor disco argentino da década.

### Atualidade
Em abril de 2010 a banda se apresentou na 11ª edição do Festival Coachella, o encontro musical mais importante dos Estados Unidos. Os Babasónicos foram o único grupo musical argentino e um dos poucos da América Latina dentro da programação do festival.
Em 11 de fevereiro de 2011, no festival Cosquín Rock, os Babasónicos apresentaram “Fiesta Popular”, tema de A Propósito, o disco sucessor de Mucho, a ser lançado no meio do ano, cuja primeira  música de divulgação é “Deshoras”, apesar de que, ao vivo, já haviam adiantado a música "Fiesta Popular".
Atualmente a banda pode ser seguida através da página oficial Babasonicos.com onde é possível acompanhar o desenvolvimento do novo disco. No site oficial pode ser conferido várias informações de “Deshoras”. A banda também tem publicado conteúdos e alguns momentos da gravação do CD através do Facebook e Twitter.
Em abril de 2011, os Babasónicos realizaram uma turnê prévia ao lançamento do seu novo disco, A Propósito, pelo México, participando também no festival Vive Latino.  No dia 16 de maio de 2011 foi divulgado no site da banda o lançamento e  a chegada do álbum A Próposito às lojas especializadas.
Em 21 de maio de 2011, no recital Quilmes Rock, foi oficialmente apresentado o disco A Propósito ante 13 mil pessoas [carece de fontes?], depois de ficarem quase dois anos sem tocar na Argentina.

## Discografia
- Álbuns de Estúdio

- Pasto (1992)
- Trance Zomba (1994)
- Dopádromo (1996)
- Babasónica (1997)
- Miami (1999)
- Jessico (2001)
- Infame (2003)
- Anoche (2005)
- Mucho (2008)
- A Propósito (2011)
- Romantisísmico (2013)
- Impuesto de Fé (2016)
- Discutible (2018)

### Coletâneas
- Lusónica (2002)
- Obras Cumbres (2002)
- Grandes Éxitos (2002)

### Discografia Paralela
- Vórtice Marxista (1998)
- Vedette (2000)
- Groncho (2000)
- Mucho + (2009)

### Remixes
- Babasónica Electrónica (2000)
- Jessico Dancemix (2002)
- Jessico Megamix (2002)
- Mezclas Infame (2005)

### Trilhas Sonoras
- La hija del caníbal (2003)
- Las mantenidas sin sueños (2007)
- Volverte a ver (2008)
- Paradas continuas (2009)
- Paco (2010)
- Sin retorno (2010)
- Pro Evolution Soccer 2011 (2010)

### DVDs
- Luces (2007)
- Gratis (2007)

### Compactos
- Deléctrico (2001)